# Ipomoea aequatoriensis
Ipomoea aequatoriensis — вид рослин із родини берізкових (Convolvulaceae).
Походження батату, гексаплоїдного виду, погано вивчене, частково тому, що ідентичність його тетраплоїдного прабатька залишається невідомою. Вид Ipomoea aequatoriensis є найближчим тетраплоїдним родичем солодкої картоплі, відомим на сьогоднішній день, і, ймовірно, прямим нащадком його тетраплоїдного прабатька. Вид описано на основі морфологічного, філогенетичного та геномного аналізу.